# أروى (مدينة)
مدينة أروى هي مدينة قديمة كانت عاصمة مملكة التنجر، وهي مملكة عربية إسلامية قديمة أسست على يد زعيم عربي يدعى عبد الله بن عون في السودان الحالية عام 1140.
تقع المدينة على بعد حوالي 100 كيلومتر جنوب شرق مدينة الفاشر، في منطقة جبلية تسمى جبال فرنو. كانت المدينة موطنًا للعديد من العلماء والفنانين، وكان فيها العديد من المساجد والمدارس والأسواق، فإنها كانت مركزًا دينيًا وتجاريًا وتعليميًا مهمًا.

## الانهيار
كانت المدينة مزدهره حتى القرن السادس عشر، عندما سقطت المدينة في أيدي سلطنة دارفور وانهارت مملكة التنجر بأكملها وضمت إلى أراضي سلطنة دارفور.

## اكتشاف آثار المدينة
في القرن العشرين، تم اكتشاف العديد من الآثار والمعالم التاريخية في المدينة، التي هي المساجد والمتاحف والمكاتب والمدارس والقصور والأسواق والأضرحة والمنازل والزوايا التي مازالت موجودة حتى يومنا هذا.